# Zeacolpus symmetricus
Zeacolpus symmetricus är en snäckart som först beskrevs av Hutton 1873.  Zeacolpus symmetricus ingår i släktet Zeacolpus och familjen tornsnäckor. Inga underarter finns listade i Catalogue of Life.